# Elena (Pflaume)
Elena ist eine spätreife Zwetschgensorte aus Deutschland. Sie wurde von Walter Hartmann an der Universität Hohenheim gezüchtet und entstammt einer Kreuzung von ‘Fellenberg’ mit ‘Stanley’ aus dem Jahr 1980. Sie ist seit 1995 im Handel.

## Eigenschaften
Die Sorte ‘Elena’ ist als Tafelsorte und Kuchenzwetschge geeignet. Die Reife ist von Ende September bis Mitte Oktober. Die Sorte ‘Elena’ hat große, ovale, dunkelblaue Früchte mit hohem Zuckergehalt, deren Stein sich leicht entfernen lässt. Bei kalter Witterung kann die Löslichkeit jedoch beeinträchtigt werden. Das „Fruchtfleisch“ ist süß-säuerlich, gelb bis gelb-grünlich, fest und saftig.
Die Frucht ist anfällig für Niederschläge und platzt kurz vor der Reife relativ schnell. Haarrisse am Stiel können zu Halswelke führen. ‘Elena’ ist wenig krankheitsanfällig, insbesondere gegen Scharka. Der robuste Baum bringt an warmen Standorten hohe Erträge und erreicht Wuchshöhen von bis zu 4,5 Metern. Geeignete Unterlagen sind ‘St. Julien A’, 655/2 und ‘Fereley’.